# Ponte Due Giugno
Il ponte Due Giugno (indicato talvolta come ponte 2 Giugno o ponte II Giugno) è un ponte mobile di Fiumicino che collega la città al quartiere di Isola Sacra.
Il ponte, chiamato così per commemorare la nascita della Repubblica Italiana, fu costruito tra il 1946 e il 1948.

## Storia
Si hanno notizie di ponti per l'attraversamento della Fossa Traianea già dall'epoca romana, e ne viene citato un altro nel 1500 da Domenico Boccamazza, capocaccia di papa Leone X.
Un primo ponte stabile a Fiumicino risale al 1787, edificato su richiesta dal cardinale Fabrizio Ruffo per facilitare l'arrivo dei pellegrini alla neonata chiesa del Crocifisso, esso era formato da diverse barche che reggevano un leggero strato di legno. Il ponte rimase l'unico asse di collegamento tra Fiumicino e la zona circostante per molti decenni, anche se tra l'800 e i primi del '900 fu distrutto e ricostruito più volte.
Nel 1922 fu definitivamente sostituito da un ponte girevole, costruito e progettato dall'impresa milanese Nathan Uboldi, che permise anche il passaggio di treni e tram. Il ponte girevole fu distrutto il 23 gennaio 1944 durante la ritirata dei soldati nazisti dall'Italia in seguito all'armistizio di Cassibile, firmato negli ultimi mesi del 1943.
Dopo un ponte provvisorio posizionato nel 1945, nel 1946, dopo la proclamazione della Repubblica, iniziò la costruzione del nuovo ponte, conclusasi nel 1948.
Nel 2017 il ponte viene chiuso al traffico per un restauro, che ne ha allargato le carreggiate e le passerelle pedonali. Il progetto del nuovo impalcato è stato redatto dall'Ing. Emanuele Codacci-Pisanelli.